# Люлебургас
Люлебургас или Люлебургаз (на турски: Lüleburgaz; на гръцки: Αρκαδιούπολη, Аркадиуполи) е град в Северозападна Турция във вилаета Лозенград, разположен на 60 километра югоизточно от Одрин, по пътя за Истанбул. Името идва от турската дума „lule“ – лула, с производството на които градът се слави. Населението на Люлебургас е 95 500 жители (2007), а заедно с околностите то наброява 117 606 души. Градът е транспортен и търговски център на предимно селскостопански район, в който се отглежда цвекло, зърно и слънчоглед. Празник на града е Денят на освобождението 8 ноември.

## История
Древното име на селището е Бергула (споменавано от българското население и като Беркулен). Византийският император Теодосий I го преименува на Аркадиопол в чест на своя син и наследник Аркадий. Градът е превзет от войските на Атила по време на неговия поход срещу Византия през 443 година.
През 823 година в Аркадиопол живее Тома Славянина. През 970 година край крепостта се води битка между войските на киевския княз Светослав I, подпомогнати от печенеги и маджари, и византийските войски, водени от Варда Склир.
По време на Османската империя градът се е наричал Бургас от гръцката дума Пиргос (кула).
По време на Руско-турската война, на 24 януари 1878 година късно вечерта отрядът на генерал Александър Струков разгромява противника при Люлебургас. Според Санстефанския мирен договор от 3 март 1878 година Люлебургас влиза в България, но по Берлинския договор остава в Османската империя. 
През Първата балканска война Люлебургас е в югозападната част на района на провеждане на Люлебургаско-Бунархисарската операция (28 октомври – 2 ноември 1912 година). Това е най-кръвопролитното сражение в цялата война. При него българските войски нанасят тежко поражение на османските сили в Източна Тракия, които са принудени да отстъпят към Чаталджа.
Според Лондонския мирен договор от 17 май 1913 година отново е в пределите на България, но след Цариградския договор от 22 септември 1913 година остава в Османската империя.
Според статистиката на професор Любомир Милетич в 1912 година в Люлебургас живеят 15 български патриаршистки семейства, смесени с турци и гърци.

## Забележителности
Архитектурен комплекс, състоящ се от Мехмед Соколи паша джамия, построена през 1539 – 1588 година от Синан; турска баня и хан „Мимар Синан Кервансарай“, градина и мавзолей на Зиндан баба от XIV век. В околностите на Люлебургас и в Лозенград има тракийски могили, долмени и менхири.

## Личности
Родени в Люлебургас
- Джахит Ъргат (1915 – 1971), турски киноартист и поет

Починали в Люлебургас
- Борис Мишайков, български военен деец, подпоручик, загинал през Балканската война[4]
- Борис Алексиев Тодоров, български военен деец, поручик, загинал през Балканската война[5]
- Драгомир Рашев Петров, български военен деец, майор, загинал през Балканската война[6]
- Илия Колев Братайков, български военен деец, подпоручик, загинал през Балканската война[7]
- Лазар Пенев Георгиев, български военен деец, капитан, загинал през Балканската война[8]

## Побратимени градове
- Попово, България
- Силистра, България

## Други
На Люлебургас е наречена улица в квартал „Подуяне“ в София (Карта).